# Кріста Міллер
Крі́ста Беатрі́с Мі́ллер (англ. Christa Beatrice Miller; нар. 28 травня 1964, Нью-Йорк) — американська акторка та модель. Найбільш відома виконанням ролі Джордан у серіалі «Клініка» та Еллі Торез у серіалі «Звабливі та вільні» (продюсер обох проєктів — Білл Лоуренс).

## Фільмографія
| Рік       |    | Українська назва             | Оригінальна назва                  | Роль                             |
| --------- | -- | ---------------------------- | ---------------------------------- | -------------------------------- |
| 2023—2024 | с  | Правдива терапія             | Shrinking                          | Ліз                              |
| 2019      | с  | Віскі Кавалер                | Whiskey Cavalier                   | Келлі Ешленд (1 епізод)          |
| 2018      | ф  |                              | Breaking In                        | Меггі Гарріс                     |
| 2016      | ф  |                              | Hot Air                            | Кейт                             |
| 2015      | с  | Непридатні до побачень       | Undateable                         | Джекі (1) / Еллі (2 епізоди)     |
| 2009—2015 | с  | Звабливі та вільні           | Cougar Town                        | Еллі Торрес (102 епізодів)       |
| 2011      | с  | Приватна практика            | Private Practice                   | жінка (1 епізод)                 |
| 2001—2010 | с  | Клініка                      | Scrubs                             | Джордан Салліван (89 епізодів)   |
| 2009      | с  | C.S.I.: Місце злочину Маямі  | CSI: Miami                         | Емі Ленсінг (1 епізод)           |
| 2008      | с  | Вірус Андромеда (мінісеріал) | The Andromeda Strain               | д-р Анджела Нойс (4 епізоди)     |
| 2002—2003 | с  |                              | Clone High                         | Клеопатра (голос, 13 епізодів)   |
| 1995—2002 | с  | Шоу Дрю Кері                 | The Drew Carey Show                | Кейт О'Браєн (183 епізодів)      |
| 2001      | тф |                              | Rock & Roll Back to School Special | Кейт О'Браєн                     |
| 2000      | ф  | Оператор                     | The Operator                       | Дженіс Вілен                     |
| 1999      | ф  |                              | Goat on Fire and Smiling Fish      | Кеті                             |
| 1999      | с  |                              | ABC TGIF                           | Кейт О'Браєн (1 епізод)          |
| 1997      | ф  |                              | Kiss & Tell                        | Алекс Стоддард                   |
| 1995      | ф  |                              | Love and Happiness                 |                                  |
| 1993—1995 | с  | Сайнфелд                     | Seinfeld                           | Еллен (1) / Пола (1 епізод)      |
| 1994      | с  | Нас п'ятеро                  | Party of Five                      | Тереза (1 епізод)                |
| 1994      | тф |                              | A Friend to Die For                | Террі                            |
| 1994      | с  | Принц із Беверлі-Гіллз       | The Fresh Prince of Bel-Air        | дівчина (1 епізод)               |
| 1992      | тф | Вітчим 3                     | Stepfather III                     | Бет Девіс                        |
| 1990      | с  |                              | Northern Exposure                  | Лорі Бетен (1 епізод)            |
| 1985—1988 | с  |                              | Kate & Allie                       | студентка (1) / Блер (2 епізоди) |

## Нагороди
- Акторка двічі номінувалася на Золотий глобус: у 2003 та 2004 роках як найкраща акторка другого плану в серіалі «Клініка»